# Bill Bartlett
William Bill Bartlett né en 1943 à Dayton, Ohio en  America  est un guitariste américain connu pour avoir joué avec Ram Jam et The Lemon Pipers.

## Biographie
William Bill Bartlett vit au rythme des déplacements de son père engagé dans l'US Air Force. Il fait des études en chimie à Boston puis va à Oxford, Ohio où la musique l'appelle et change radicalement sa vie. Après avoir joué au sein de Tony And The Bandits, il co-fonde The Lemon Pipers, groupe de rock psychédélique.
Bill Bartlett essaie de faire un tube de Black Betty avec son groupe, Starstruck, mais c'est avec Ram Jam créé en 1976 avec de « bons producteurs » d'Epic Records qu'il y arrive et en fait un tube mondial. Il atteint ainsi dans le top 10 en Australie, à la dix-huitième place des classements américains durant l'été 1977 et, à l'automne, il atteint respectivement les septième et vingt-cinquième places au Royaume-Uni et en Allemagne, ou encore la quatrième aux Pays-Bas.
Bill Bartlett est toujours actif, il est depuis passé de la guitare au piano et compose toujours.